# Kevin Campbell
Kevin Joseph Campbell (ur. 4 lutego 1970 w Lambeth, zm. 15 czerwca 2024 w Londynie) – angielski piłkarz występował na pozycji napastnika. Przez większą część swojej kariery związany był z dwoma zespołami: Arsenalem (którego jest wychowankiem) oraz Evertonem.